# The Nitwits
Pour plus de détails, voir Fiche technique et Distribution.
The Nitwits est un film américain en noir et blanc réalisé par George Stevens, sorti en 1935.

## Synopsis
Johnny et Newton, deux préposés d'un stand de cigares, se mêlent d'une enquête de police à la suite d'un mystérieux meurtre survenu à la station de radio local.

## Fiche technique
- Titre : The Nitwits
- Réalisation : George Stevens
- Scénario : Fred Guiol et Al Boasberg
- Production : Lee Marcus
- Société de production : RKO Pictures
- Photographie : Edward Cronjager
- Musique : Roy Webb
- Pays de production : États-Unis
- Format : noir et blanc - 1,37:1 - Mono
- Genre : comédie policière
- Durée : 81 min
- Date de sortie :
  - États-Unis : 7 juin 1935

## Distribution
- Bert Wheeler : Johnnie
- Robert Woolsey : Newton
- Betty Grable : Mary Roberts
- Hale Hamilton : Winfield Lake
- Evelyn Brent : Mme Alice Lake
- Erik Rhodes : George Clark
- Arthur Aylesworth : Lurch
- Willie Best : Sleepy
- Charles C. Wilson : le capitaine de police Jennings